# Osiedle Bogdanowicza
Osiedle im. Antoniego Bogdanowicza – osiedle mieszkaniowe w południowej części Ełku założone w roku 1982. Zachodnią granicą osiedla jest wybrzeże Jeziora Ełckiego, a wschodnią ulica Kilińskiego, będąca jedną z najdłuższych ulic Ełku. Większość zabudowy osiedla stanowią bloki mieszkalne. Nieliczna zabudowa jednorodzinna mieści się przy ul. Pięknej. Wzdłuż wybrzeża Jeziora Ełckiego biegnie promenada, będąca przedłużeniem najstarszej części promenady z osiedli Północ I i Centrum. Nazwa osiedla pochodzi od nazwiska pierwszego prezesa zarządu spółdzielni administrującej osiedlem, mgr. inż. Antoniego Bogdanowicza. Osiedle jest objęte zasięgiem Parafii pw. Ducha Świętego, której kościół mieści się przy ul. Kilińskiego na osiedlu Kochanowskiego.

## Placówki oświaty
- Miejski Żłobek nr 1 w Ełku
- Przedszkole nr 1  "EKOLUDKI" w Ełku
- Szkoła Podstawowa nr 7 z Oddziałami Integracyjnymi w Ełku
- Szkoła Podstawowa nr 1 w Ełku

## Inne obiekty
- XIX-wieczny cmentarz katolicki przy ul. Pięknej
- Kompleks sportowy "Moje Boisko – Orlik 2012" przy Szkole Podstawowej nr 7
- plaża miejska przy ul. Parkowej
- Poczta Polska Urząd Pocztowy Ełk 6

## Ulice
- ul. Jana Kilińskiego
- ul. Koszykowa
- ul. Piękna
- ul. Koszykowa